# Richard A. Arnold
Pour les articles homonymes, voir Richard R. Arnold, Richard Arnold et Arnold.
 (mai 2010).
Richard Alexander Arnold est professeur et président du département d'anglais à l'Université Alfaisal (en) en Arabie saoudite. C’est un auteur et un éditeur spécialisé dans la rhétorique, la littérature anglaise, la littérature canadienne et la littérature médiévale, en particulier les œuvres de Chaucer, John Milton, William Blake, Samuel Johnson et Alexander Pope.

## Biographie
Richard Arnold obtient son doctorat de rhétorique et de littérature anglaise de université d'Édimbourg, en Écosse, où il obtient également la bourse du Commonwealth (en). Il décroche aussi une maîtrise en littérature anglaise suivi d'une licence en anglais à l'Université McMaster.
Il est l'auteur et éditeur de plusieurs livres ainsi que de nombreux articles sur la littérature du dix-huitième siècle, des études sur le dix-neuvième siècle, la théorie de rédaction, les études culturelles, et sur la littérature canadienne et médiévale. Arnold est le récipiendaire de plusieurs bourses, d'une médaille pour l'enseignement[réf. souhaitée], et a été sélectionné pour examiner et vérifier des parutions pour les grands éditeurs du monde entier. Il a étudié et enseigné au Canada, en Grande-Bretagne, au Moyen-Orient et en Asie du Sud.